# Chowdapura, Kudligi
Chowdapura là một làng thuộc tehsil Kudligi, huyện Bellary, bang Karnataka, Ấn Độ.